# Giacomo Bonaventura
Giacomo Bonaventura (San Severino Marche, Provincia Macerata, Italia, 22 August 1989) este un fotbalist Italian. Joacă ca mijlocaș la Al-Shabab în Liga Profesionistă din Arabia Saudită.

## Cluburi
| Club             | Tara   | An          |
| ---------------- | ------ | ----------- |
| Atalanta B. C.   | Italia | 2007 - 2009 |
| U. S. Pergocrema | Italia | 2009        |
| Atalanta B. C.   | Italia | 2009 - 2010 |
| Calciu Padova    | Italia | 2010        |
| Atalanta B. C.   | Italia | 2010 - 2014 |
| A. C. Milan      | Italia | 2014 - 2020 |
| Fiorentina       | Italia | 2020 -      |

## Palmares

### Campionatele naționale
| Titlu             | Club           | Tara   | An      |
| ----------------- | -------------- | ------ | ------- |
| Seria B           | Atalanta B. C. | Italia | 2010-11 |
| Supercupa italiei | A. C. Milan    | Italia | 2016    |